# Cornebarrieu
Cornebarrieu település Franciaországban, Haute-Garonne megyében. Lakosainak száma 8571 fő (2022. január 1.). Cornebarrieu Aussonne, Colomiers, Blagnac, Mondonville és Pibrac községekkel határos.

## Népesség
A település népességének változása:
| Lakosok száma | 1844 | 2803 | 3794 | 5450 | 5930 | 6451 | 6592 | 7372 | 7715 | 8571 |
|               | 1968 | 1982 | 1990 | 2006 | 2013 | 2015 | 2017 | 2019 | 2020 | 2022 |